# Danmarks runeindskrifter EM85;239
DR EM85;239 är en vikingatida (1000-talet) runsten av granit/gnejs i Gørlev, Gørlev socken och Kalundborgs (f.d. Gørlevs) kommun.

## Inskriften
Translitterering av runraden:
þurkutru × sati : stin ¶ þinsi : aftiʀ halftan ÷ fauþur : sin ¶ þþþuuu?nnn?
Normalisering till äldre fornsvenska:
þorgotr/Þurgundr satti sten þænsi æftiʀ Halfdan, faþur sin ...
Översättning till nusvenska:
Thorgot satte sten denna efter Halvdan, fader sin þþþuuu?nnn? [Bokstavsmagi]
Det är oklart om namnet är manligt (Thorgot) eller kvinnligt (Thorgun).